# Deurknop

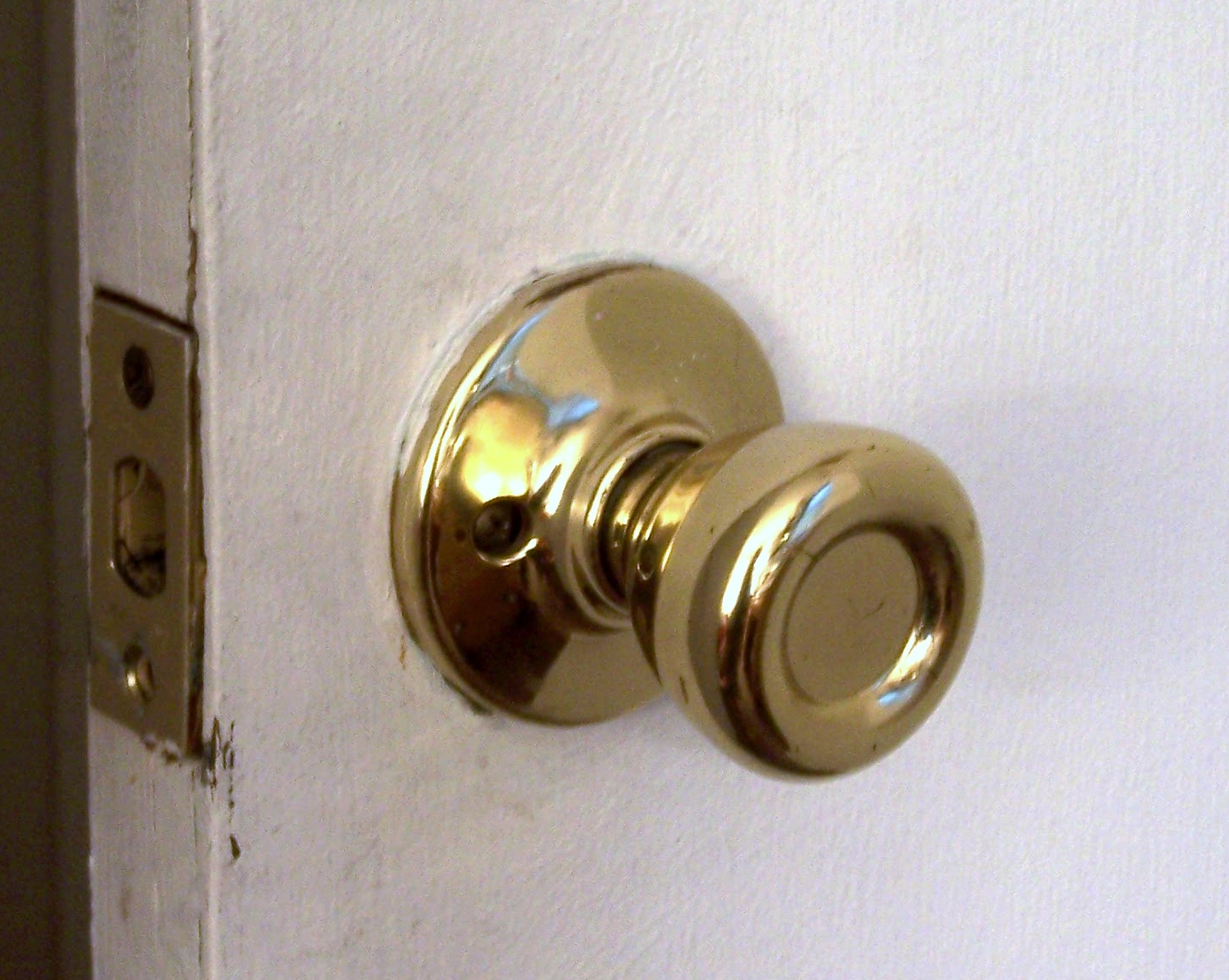
Een draaibare deurknop van messing, 2007

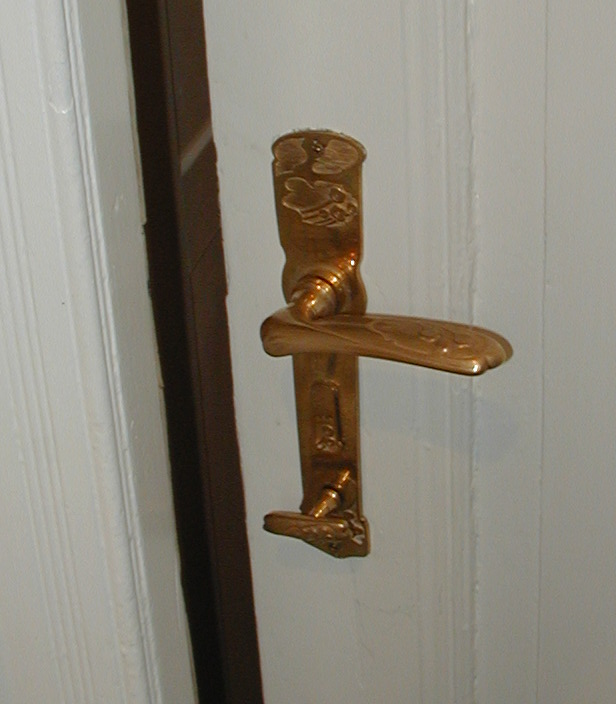
Koperen versierde deurkruk van een badkamer met krukschild en slot. Berlijn, 2004

Een deurknop en deurkruk zijn bedieningsorganen om een deur te openen en te sluiten. Een deurknop is rond en een deurkruk bestaat uit een horizontale hendel of handvat. Met een deurknop of een deurkruk wordt de deursluiting bediend: door de knop in de richting van het scharnier te draaien of respectievelijk de kruk naar beneden te duwen. Door vervolgens te trekken of te duwen wordt de deur geopend of dicht gedaan. 
Een deurknop moet tijdens het draaien stevig vastgepakt worden, wat bij ouderen soms problemen geeft. Soms kan de deurknop niet draaien, een dergelijke knop dient dan alleen voor het openen en sluiten van de deur. Zo'n vaste deurknop kan dicht bij de rand van de deur geplaatst zijn of midden op de deur. 
In Nederland wordt meestal een deurkruk gebruikt, die de dagschoot bedient. Tussen een deurkruk en de deur zit ter versiering meestal een krukrozet, of krukschild dat ook wel een lang- of kortschild wordt genoemd.

## Vierkante as
De meeste deurkrukken hebben een vierkante as (de krukstift) die door de deurstijl gaat en waarop aan beide zijden van de deur de kruk of knop zit. De ene knop is een geheel met de as en de andere knop wordt met een kleine (inbus)schroef of een spie (een conisch toelopend stalen pennetje) erop vastgezet. De twee knoppen zijn dan vast met dezelfde as verbonden. In de vierkante as zit een stelbout of op regelmatige afstanden een gaatje voor aanpassing aan de dikte van de deur.

## Andere constructies
Er zijn ook andere constructies mogelijk. Bij sommige toiletdeuren kan de deurkruk aan de binnenzijde omhoog worden gedraaid om de deur af te sluiten. De deurkruk aan de buitenzijde blijft dan horizontaal - de deurkrukken aan de binnen- en buitenkant zijn niet vast met elkaar verbonden. Een buitendeur heeft vaak alleen een deurkruk aan de binnenkant. Aan de buitenkant moet een sleutel worden gebruikt.

## Materiaal
Vroeger werd een deurkruk of deurknop vaak van hout gemaakt. Nu zijn de deurkrukken meestal van metaal, zoals messing, koper, aluminium, roestvast staal (inox), chroom of smeedijzer.

## Galerij

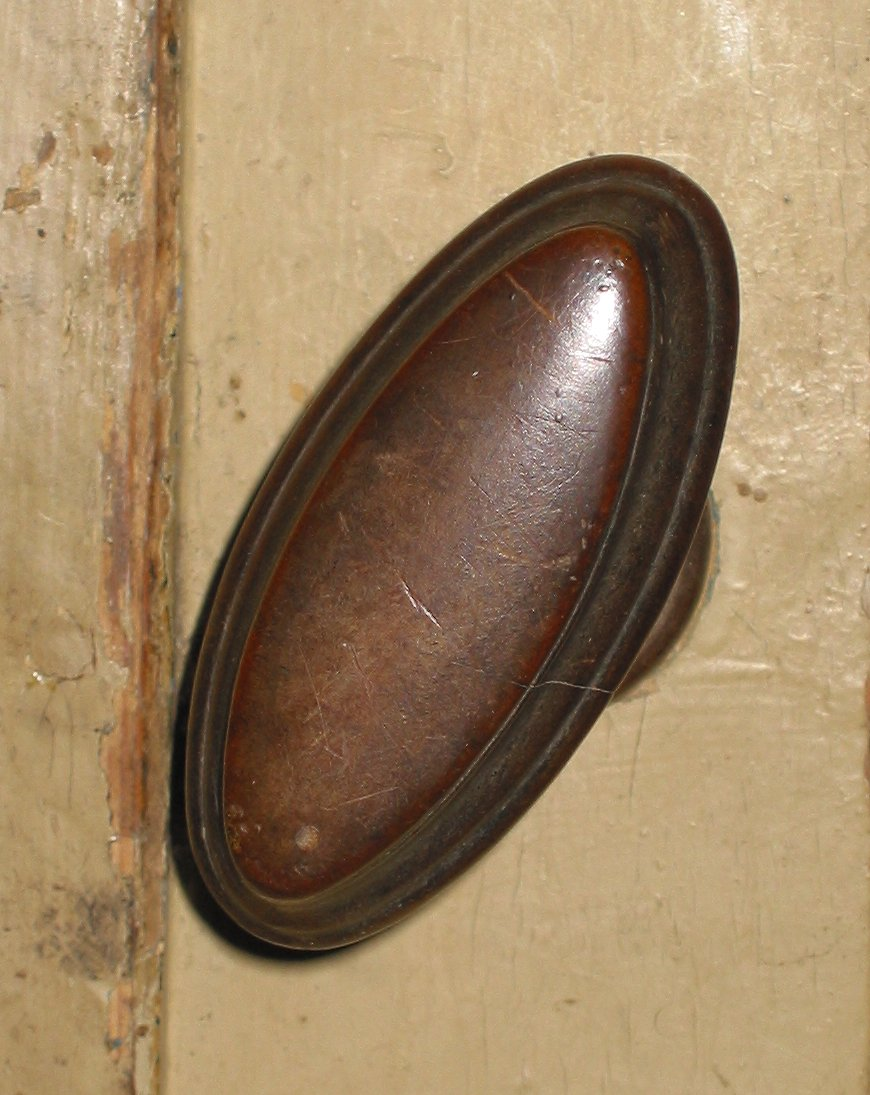
Klassieke houten deurkruk
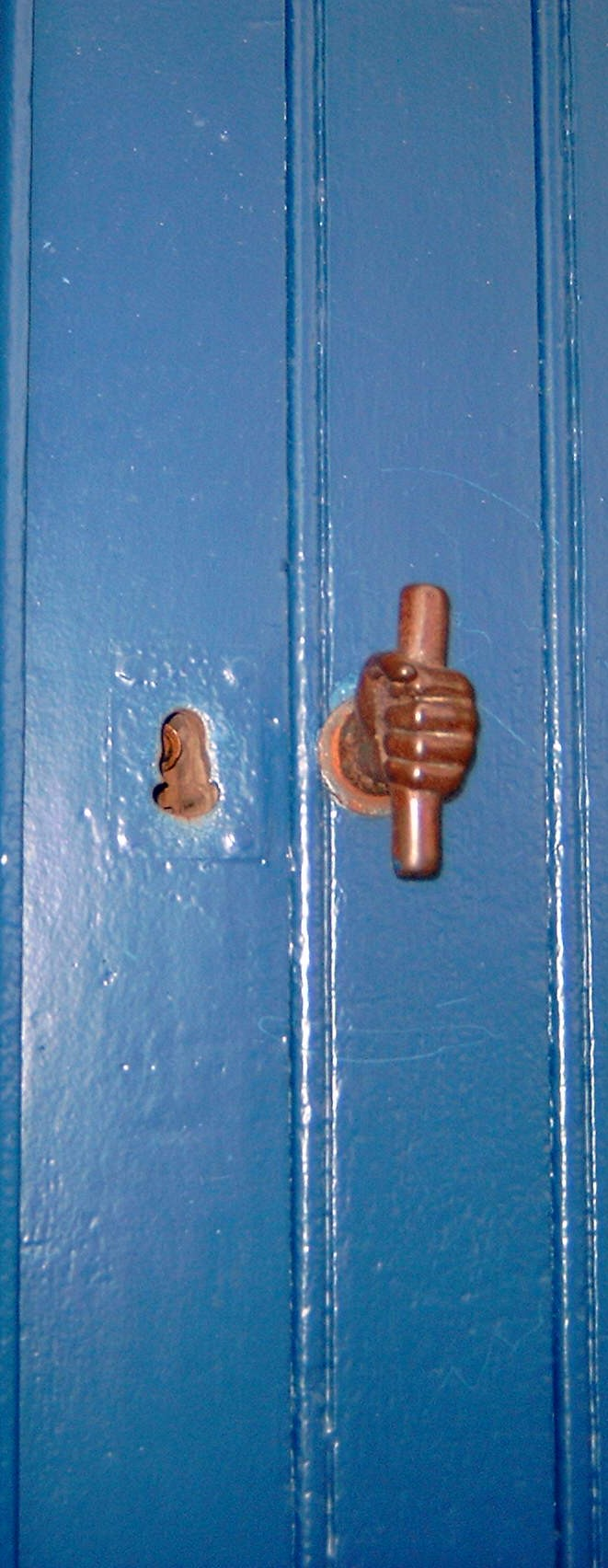
Grappige kerkdeurkruk van de H. Alfonsus de Liguori in Andoy
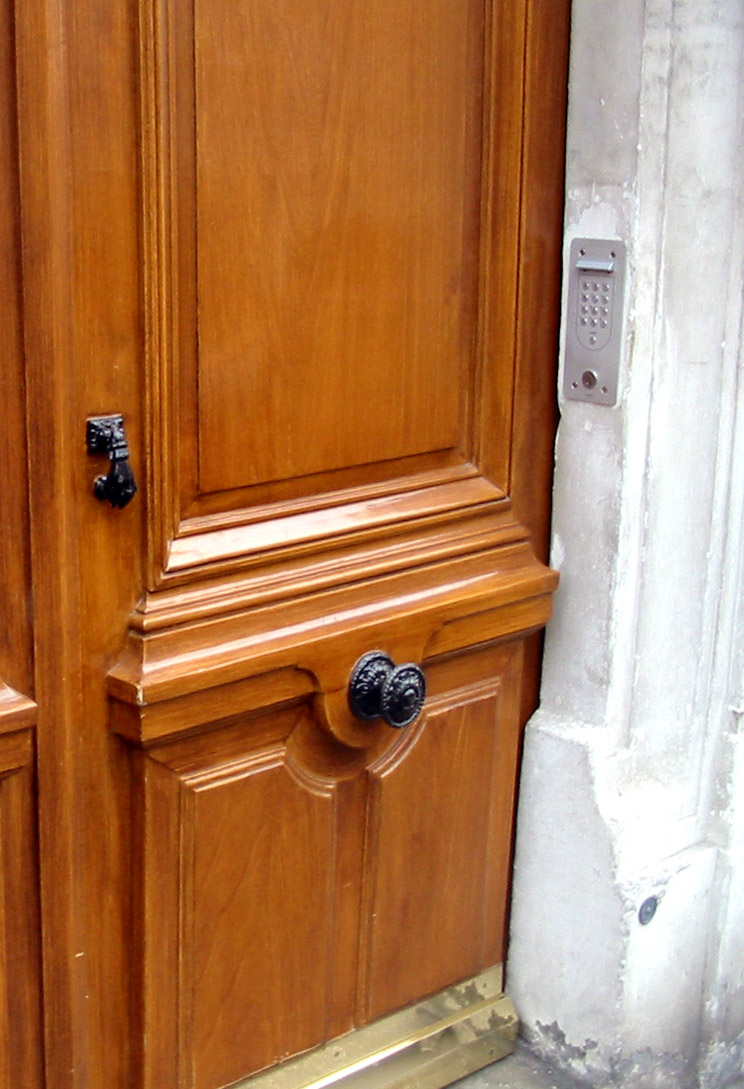
Een vaste deurknop onder in het midden van een Parijse deur met klopper.
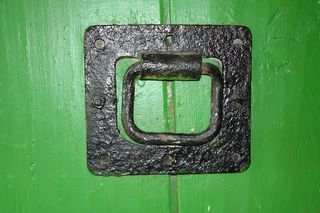
Een oude deurgreep